# Haroonabad
Haroonabad ou Harunabad (en ourdou : ہارون آباد) est une ville pakistanaise, située dans le district de Bahawalnagar, dans la province du Pendjab, à proximité immédiate de la frontière indienne. Elle est également la capitale du tehsil éponyme.
La ville a été fondée dans les années 1920, alors au sein de l'État princier de Bahawalpur et connue sous le nom de Badru Wala. La ville est également proche du désert du Cholistan. L'économie de la ville est principalement basée sur l'agriculture, dont notamment le coton.
La population de la ville a été multipliée par près de trois entre 1972 et 2017, passant de 35 189 habitants à 107 858. Entre 1998 et 2017, la croissance annuelle moyenne s'affiche à 2,9 %, supérieure à la moyenne nationale de 2,4 %. En 2023, la population de la ville monte à 149 679 habitants.
|            | 1972 (rec.) | 1981 (rec.) | 1998 (rec.) | 2017 (rec.) | 2023 (rec.) |
| ---------- | ----------- | ----------- | ----------- | ----------- | ----------- |
| Population | 35 189      | 42 590      | 62 878      | 107 858     | 149 679     |